# Umaria
Umaria es una localidad de la India, centro administrativo del distrito de Umaria en el estado de Madhya Pradesh.

## Geografía
Se encuentra a una altitud de 541 m s. n. m. a 447 km de la capital estatal, Bhopal, en la zona horaria UTC +5:30.

## Demografía
Según estimación 2010 contaba con una población de 33 561 habitantes.